# Rovine di Gede
Le rovine di Gede (Gede Ruins National Monument) sono uno dei pochi siti storici del Kenya e sorgono nel villaggio di Gede (dal dialetto Oromo "prezioso"), poco lontano dalla più conosciuta Watamu.

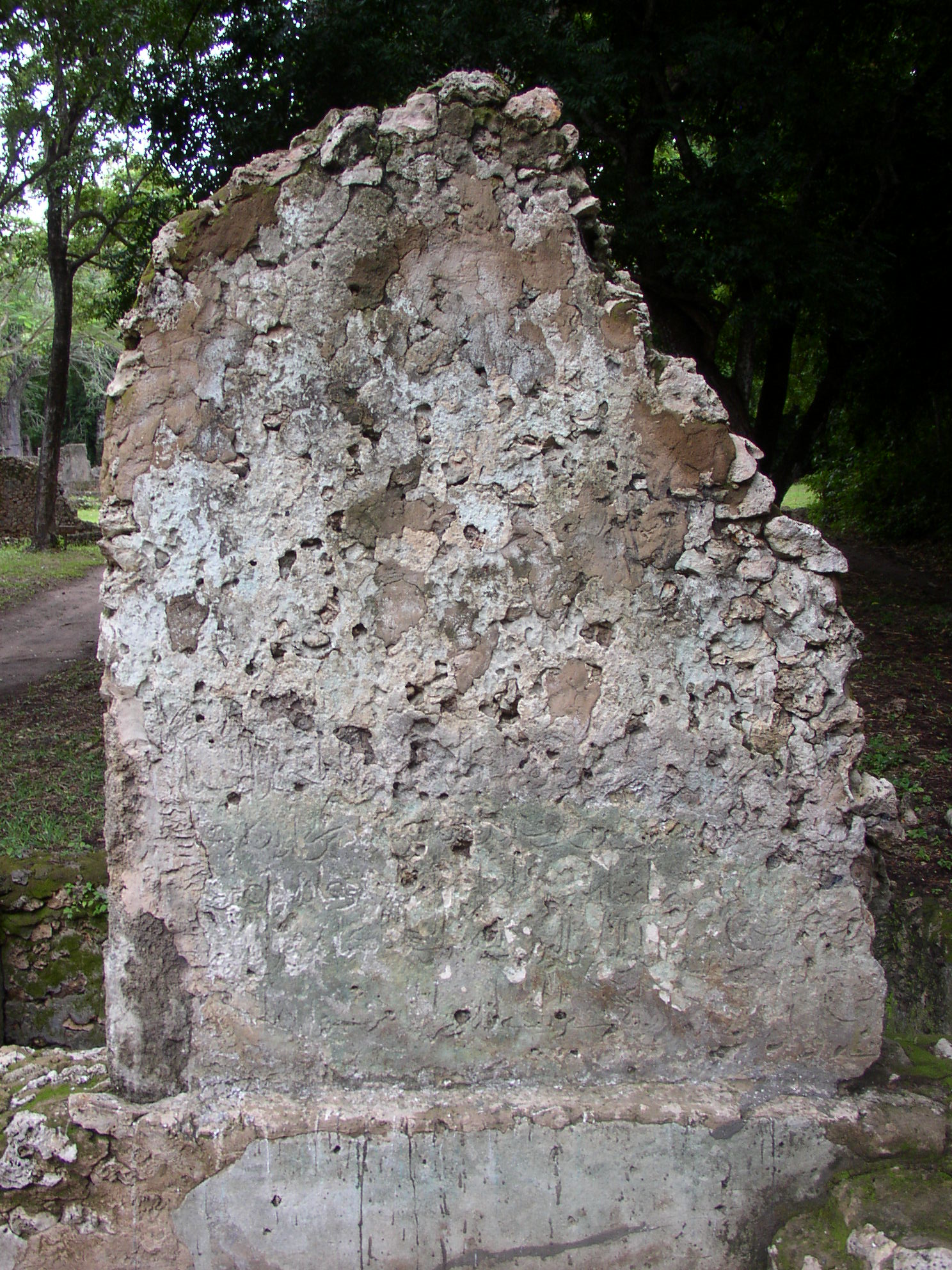
Stele lapidea con incisione a caratteri arabi utilizzata per la datazione del sito

## Struttura
Risalenti fra il tredicesimo e il diciassettesimo secolo, sono i resti della città araba di mercanti Gedi, che aveva una popolazione di oltre 2500 persone. La cittadina, immersa nella fitta vegetazione dell'Arabuko Sokoke, era circondata da due cinte murarie che separavano la classe borghese dai comuni cittadini.

All'interno della parte borghese della cittadina trovano spazio le rovine di tre moschee, del palazzo del sultano e di molte case, all'interno delle quali sono stati ritrovati oggetti provenienti da diverse parti del mondo. Gli oggetti di maggior rilievo trovati sono una lampada proveniente dall'India, delle forbici della Spagna, dei vetri di Venezia e dei cocci di un vaso cinese.

## Riconoscimenti
Il complesso delle rovine di Gede è stato dichiarato Monumento Nazionale nel 1927 e nel 1948 viene dichiarato Parco Nazionale. Nell'anno 2000 è stato inaugurato un museo all'ingresso delle rovine presso il quale è possibile osservare tutti gli oggetti rinvenuti nel sito storico e dove viene spiegata in breve la cultura swahili. Oltre al museo, nello stesso anno, è stata inaugurata una piattaforma per il birdwatching all'interno del parco dalla quale è possibile godere di un fantastico panorama su tutto il sito.
Il 27 luglio 2024 la città storica e sito archeologico di Gedi è stata inserita nella Lista dei patrimoni dell'umanità dell'UNESCO durante la quarantaseiesima sessione del comitato del patrimonio mondiale, diventando l'ottavo sito keniota del patrimonio dell'umanità. 

## Le moschee di Gedi
Due grandi moschee sono state portate alla luce durante gli scavi archeologici. Insieme ad altri edifici scavati, queste strutture forniscono una visione preziosa dell'antico paesaggio urbano e delle pratiche religiose sulla costa swahili.

### La precedente Grande Moschea (14º secolo)
La datazione al radiocarbonio conferma la costruzione di questa moschea quadrata (26 metri nord-sud, 25 metri est-ovest) tra il 1300 e il 1340 d.C.. La moschea fu ristrutturata più volte nel XIV secolo, con la sostituzione delle colonne in legno con colonne quadrate in pietra calcarea corallina. Ci sono prove di tre diverse fasi di costruzione e ristrutturazione, che si conclusero con una ristrutturazione finale intorno al 1380 d.C.. La moschea fu infine abbandonata nel 1400 d.C..
L'ingresso della moschea era rivolto verso est, come il suo successore del XV secolo. È particolarmente degno di nota il fatto che il mihrab (nicchia di preghiera) non aveva un minbar (pulpito) fisso, probabilmente a causa della sua costruzione in legno leggera e mobile. Durante gli scavi, sono stati trovati elementi decorativi che indicano la decorazione del mihrab, come frammenti di modanature in corda e una colonnina a tripla chiusura.
Due aree per le abluzioni, una su ciascun lato della moschea, avevano un sofisticato sistema di gestione dell'acqua. L'area orientale conteneva un pozzo circolare con un canale di trabocco e un serbatoio rettangolare, mentre l'area occidentale aveva un pozzo simile con un serbatoio rettangolare più grande.

### La Grande Moschea più tarda (XV secolo)
La Grande Moschea successiva fu costruita nella prima metà del XV secolo ed era più piccola della precedente. Questa differenza di dimensioni potrebbe essere dovuta a un cambiamento nella pratica religiosa o allo sviluppo demografico di Gedi, piuttosto che a limitazioni spaziali. La moschea serviva come moschea del venerdì e fu ristrutturata tra il 1500 e il 1550 d.C., con la sala di preghiera che fu ulteriormente ridotta nelle dimensioni intorno al 1550-1600 d.C..
Una fila centrale di colonne davanti al mihrab, una caratteristica presente anche in altre moschee Swahili, era una caratteristica della moschea del XV secolo. Questo elemento di design potrebbe aver avuto uno scopo pratico, estendendo la portata delle travi del tetto, oppure potrebbe aver avuto un significato simbolico all'interno di una particolare setta musulmana. A differenza della moschea precedente, questa struttura aveva un minbar permanente in pietra a tre livelli sul lato destro del mihrab.
Il mihrab stesso era riccamente decorato con intarsi blu e bianchi realizzati in porcellana cinese. La sua cornice era costituita da un arco a sesto acuto, una caratteristica della regione settentrionale dello Swahili. La moschea aveva anche un elaborato architrave modellato e decorato con un motivo a spina di pesce.

#### Analisi comparativa e contesto cronologico
Le dimensioni della grande moschea precedente corrispondono in gran parte a quelle di una nuova moschea costruita a Kilwa nel XIV secolo, suggerendo un certo scambio architettonico all'interno della regione. L'abbandono della moschea intorno al 1400 d.C. coincide con un periodo di possibili cambiamenti politici o economici a Gedi.
La costruzione della successiva Grande Moschea nel XV secolo segnò un cambiamento nel centro religioso della città. La presenza di un pilastro centrale di fronte al mihrab e di un minbar permanente distingue questo edificio dal suo predecessore. Questo cambiamento negli elementi architettonici può riflettere l'arrivo di nuove popolazioni o l'evoluzione delle pratiche religiose all'interno della comunità musulmana di Gedi.

### Le moschee di quartiere di Gedi
Il paesaggio urbano di Gedi non era caratterizzato solo dalle grandi moschee. Altre sei moschee più piccole, chiamate 'moschee di quartiere', erano sparse per la città. Ognuna aveva un nome unico, come la 'Moschea della Linea Lunga' o la 'Moschea delle Tre Baie'. Queste moschee di quartiere servivano le esigenze di quartieri specifici e fornivano informazioni preziose sull'organizzazione sociale della città.
Lo stile architettonico delle moschee di quartiere tendeva allo 'stile Mogadiscio' con mihrabs semplici incorniciati da pilastri o colonne disadorne. Questo stile emerse nel XIII secolo e continuò nella regione settentrionale dello Swahili fino alla fine del XV secolo. Ogni moschea distrettuale includeva un'area per le abluzioni, in genere con una cisterna o un serbatoio alimentato da un pozzo o da un sistema di canali. La disposizione di queste aree per le abluzioni variava a seconda della posizione del pozzo e dello spazio disponibile.
Le moschee di quartiere, spesso circondate da strade e piazze, trasmettevano un senso di comunità e fungevano da punti di riferimento visivi importanti nei rispettivi quartieri. Queste moschee erano talvolta adiacenti a tombe, rafforzando il loro ruolo di centri religiosi e sociali.

## Curiosità e leggende legate alle rovine
- Un'antica leggenda vuole che chiunque rovini o rimuova qualsiasi cosa sia perseguitato da spiriti maligni.[10]
- Nelle Rovine di Gede è stata girata la scena finale del film Nel continente nero.